# Килин, Порфирий Иванович
Порфи́рий Ива́нович Килин (1925—1995) — полковник внутренних войск МВД СССР, участник Великой Отечественной войны, Герой Советского Союза (1945).

## Биография
Порфирий Килин родился 30 сентября 1925 года в Ижевске. С 1933 года проживал в Новокузнецке, где окончил восемь классов школы и работал вагранщиком в вагонном депо станции «Новокузнецк». В феврале 1943 года Килин был призван на службу в Рабоче-крестьянскую Красную Армию. Окончил курсы младших лейтенантов. С мая 1944 года — на фронтах Великой Отечественной войны, командовал взводом 920-го стрелкового полка 247-й стрелковой дивизии 69-й армии 1-го Белорусского фронта. Отличился во время форсирования Вислы.
В июне 1944 года — во взятии Ковельского укрепрайона, с 18 июля по 2 августа в Брестской операции, с боями форсировал реки Турья, Западный Буг, Висла…
28 июля 1944 года взвод Килина одним из первых переправился через Вислу в районе города Пулавы, захватил и удерживал позиции, отразил несколько немецких контратак. 29 июля 1944 года взвод успешно освободил опорный пункт Бжесце.
Указом Президиума Верховного Совета СССР от 24 марта 1945 года младший лейтенант Порфирий Килин был удостоен высокого звания Героя Советского Союза с вручением ордена Ленина и медали «Золотая Звезда» за номером 5198.
После окончания войны Килин до 1948 года служил в Советской Армии, затем перешёл на службу в пограничные, а позднее — во внутренние войска. В 1981 году в звании полковника Килин вышел в отставку. Проживал в Москве. Скончался 30 сентября 1995 года, похоронен на Кузьминском кладбище Москвы.
Был также награждён орденами Красного Знамени, Александра Невского, Отечественной войны 1-й степени, рядом медалей.